# Amphisbetia irregularis
Amphisbetia irregularis är en nässeldjursart som först beskrevs av Lendenfeld 1885.  Amphisbetia irregularis ingår i släktet Amphisbetia och familjen Sertulariidae. Inga underarter finns listade i Catalogue of Life.